# Баркытбел
Баркытбел (каз. Барқытбел, до 2011 г. — Новоандреевка) — село в Урджарском районе Абайской области Казахстана. Административный центр Баркытбельского сельского округа. Код КАТО — 636479100.

## Население
В 1999 году население села составляло 1405 человек (698 мужчин и 707 женщин). По данным переписи 2009 года, в селе проживало 1110 человек (555 мужчин и 555 женщин).